# Пешек, Ян
Ян Пешек (фр. Jan Peszek; род. 13 февраля 1944) — польский актёр театра, кино, радио и телевидения; также театральный режиссёр и педагог.

## Биография
Ян Пешек родился в д. Шреньск, в Млавском повяте (Мазовецкое воеводство Польши, тогда — во время второй мировой войны — Административный округ Цихенау). Актёрское образование получил в Государственной высшей театральной школе в Кракове, которую окончил в 1966 году. Дебютировал в театре во Вроцлаве в 1966 году. Актёр театров во Вроцлаве, Кракове, Лодзи, Познани и Варшаве. Выступает также в радиопередачах и с 1968 года в спектаклях «театра телевидения».

## Избранная фильмография
- 1969 — Знаки на дороге / Znaki na drodze
- 1988 — Лебединая песня / Łabędzi śpiew
- 1990 — Прощание с осенью / Pożegnanie jesieni
- 1990 — Корчак / Korczak
- 1991 — Фердидурка / 30 Door Key
- 1992 — Виновность невиновного, или Когда лучше спать / Coupable d'innocence ou Quand la raison dort
- 1994 — Список греховодниц / Spis cudzołożnic
- 2001 — Эвкалипт / Eucalyptus
- 2003 — Король Убю / Ubu król
- 2007 — Тайна секретного шифра / Tajemnica twierdzy szyfrów

## Признание
- 1983, 1988 — Награда за роль — Опольские театральное сопоставления.
- 1985, 1991 — Награда за роль — Калишские театральные встречи.
- 1987 — Награда председателя «Комитета в дела радио и телевидение».
- 1988 — Гран-при — 28-е Калишские театральные встречи.
- 2005 — Серебряная медаль «За заслуги в культуре Gloria Artis».
- 2014 — Офицер ордена Возрождения Польши[1].
- 2014 — Золотая медаль «За заслуги в культуре Gloria Artis»[2].